# León IX
León IX (en latín: Leo PP. IX), de nombre secular Bruno de Egisheim-Dagsburg (Eguisheim, 21 de junio del 1002-Roma, 19 de abril del 1054) fue el 152.º papa de la Iglesia católica entre 1049 y 1054. Es considerado santo por la Iglesia católica.

## Biografía

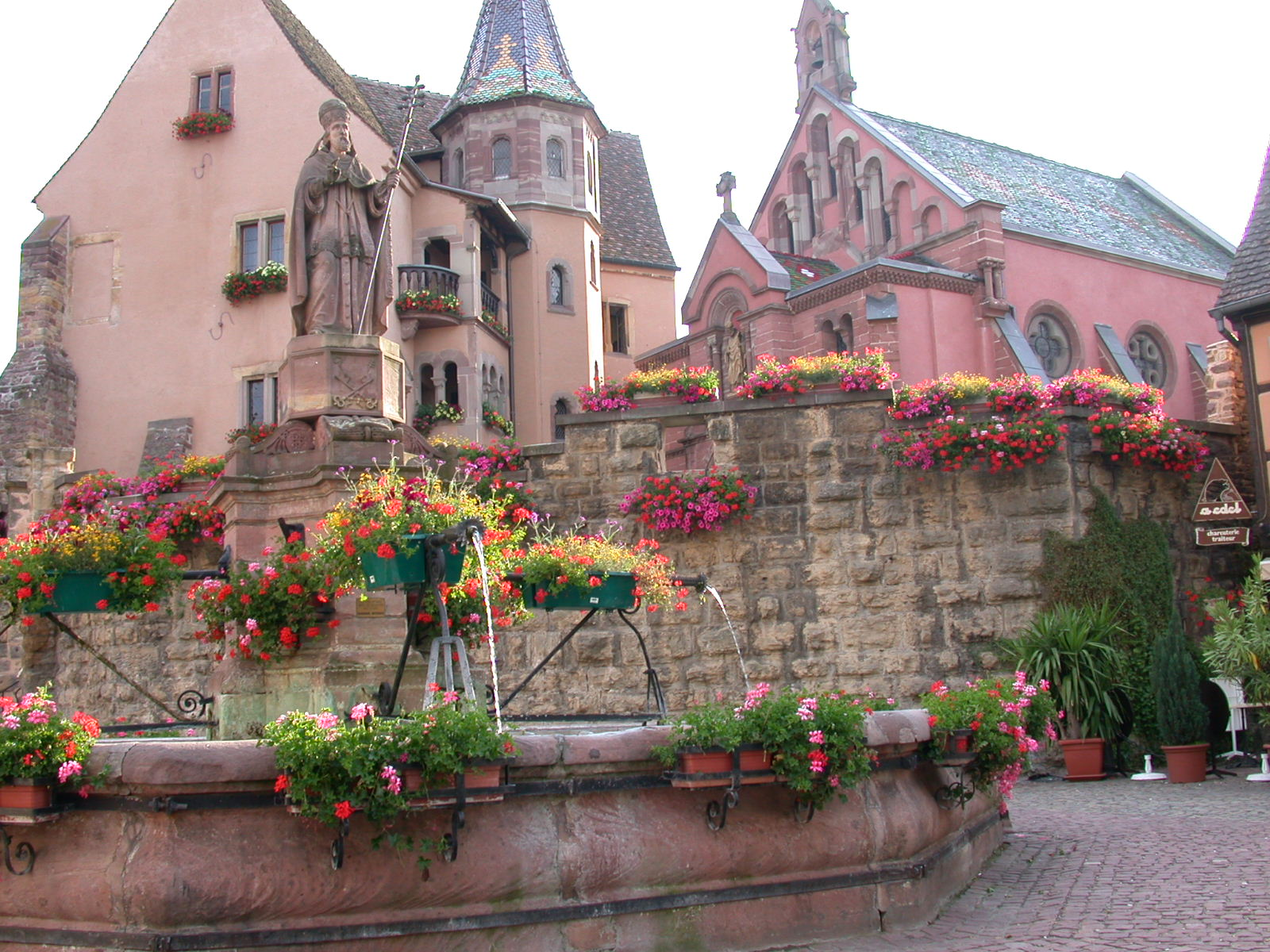
Castillo en Egisheim, lugar de nacimiento de León IX

Bruno nació en Eguisheim, Alsacia, entonces Alemania; actual Francia, aunque ciertas personas sostienen que nació en Dabo, otros en Walscheid, ambas en Mosela. Pertenecía a una importante familia: hijo del conde de Alsacia, Hugo de Egisheim, y, por lo tanto, pariente del emperador Enrique III estando vinculado por parte de madre a los carolingios de Francia occidental y por su padre a los reyes germanos.
A los cinco años fue confiado al obispo Berthold de Toul para ser educado en la escuela de la catedral, donde se mostró especialmente dotado. Tras la muerte de su tutor, fue llamado a la corte del emperador Conrado II. En 1026 condujo a las tropas levantadas a Toul para una campaña en Lombardía. 

### Obispo de Toul
A la muerte del obispo Hermann de Toul, cuando tenía apenas 24 años, fue propuesto por el clero como su sucesor. Conrado le concedió el permiso para ser obispo de Toul, pero Bruno se negó a hacer el juramento de fidelidad al obispo metropolita de Tréveris y este se negó a ordenarle. Tuvo que intervenir el mismo Conrado y el 9 de septiembre de 1027 fue consagrado por el arzobispo Poppo de Tréveris, dignidad que ocupaba cuando, en noviembre de 1048, fue designado por Enrique III, en un congreso de príncipes y obispos celebrado en Worms para suceder en el pontificado al efímero Dámaso II.

## Pontificado

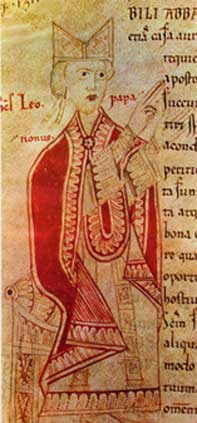
Miniatura de León IX en un manuscrito ilustrado del

Con esta elección el emperador pretendía que el pontificado se incorporara a la iglesia imperial que Enrique dirigía, tal y como había logrado con anterioridad el emperador Constantino I. No obstante, León IX condicionó la aceptación del cargo a la celebración posterior de una elección canónica, lo que da una primera idea de su rechazo al sometimiento imperial y fue el motivo de que su consagración se retrasara hasta el 12 de febrero de 1049, tras ser aceptado por el pueblo y el clero romano.
El mismo año en que se convirtió en papa prohibió el matrimonio de Guillermo el Bastardo (luego denominado el Conquistador), duque de Normandía, con Matilde de Flandes dado su grado de parentesco. A pesar de ello, el matrimonio tuvo lugar.
Decidido a encabezar el movimiento de reforma eclesiástico, que hasta entonces había liderado el emperador, se rodeó de figuras de la talla de Pedro Damian, Hildebrando y el cardenal Humberto de Silva Candida entre otros. También dio entrada en el colegio cardenalicio a eclesiásticos no romanos, haciéndolo más internacional y partidario de las ideas cluniacenses. Se le puede considerar un predecesor de la Reforma gregoriana.
Sus reformas se centraron en el objetivo de erradicar de la Iglesia la simonía y el matrimonio de los sacerdotes, para lo cual celebró hasta doce sínodos, destacando los de Letrán, Pavía, Reims y Maguncia.
También intentó frenar a los normandos que, instalados en el sur de Italia, amenazaban los territorios pontificios. Así, en 1053 armó un ejército que resultó derrotado en Civitate por Hunifredo de Apulia y Roberto Guiscardo y en la que cayó prisionero, no recobrando la libertad hasta poco antes de su muerte.

## El cisma de la Iglesia Oriental

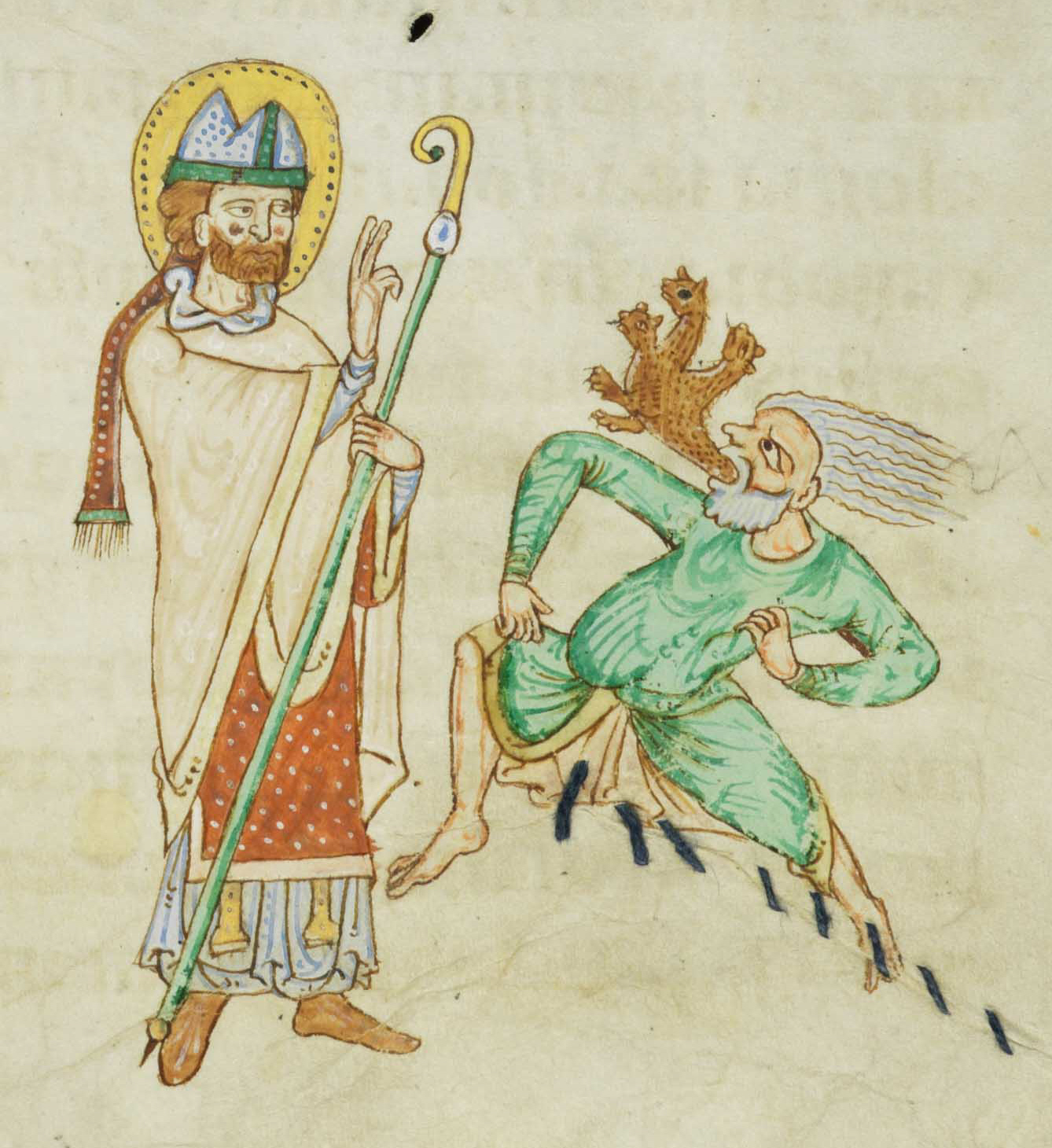
Rechazo de León IX al demonio. Miniatura contenida en el Pasionario de Weissenau (c., Biblioteca Bodmeriana de Cologny)

El hecho más significativo de su pontificado fue la consumación del Cisma de la Iglesia Oriental que aunque traía sus causas desde malentendidos y enfrentamientos anteriores, estalló en 1054 cuando el papa León IX, al objeto de lograr una alianza con Bizancio contra los normandos mandó una embajada a Constantinopla encabezada por el cardenal Humberto de Silva Candida y formada por los arzobispos Federico de Lorena y Pedro de Amalfi.
La situación en Constantinopla no era, sin embargo, la más propicia, ya que su Iglesia estaba encabezada por el patriarca Miguel I Cerulario, quien, poco antes, había amenazado con cerrar las iglesias latinas en Constantinopla que no adoptasen el rito griego.
Humberto de Silva Candida, a su llegada, negó el título de patriarca ecuménico, el segundo puesto en la jerarquía eclesiástica de Constantinopla y, además, dudó de la legitimidad de la elevación de Cerulario al patriarcado. El patriarca reaccionó negándose a recibir a la legación pontificia.
Humberto respondió con la publicación de su “Diálogo entre un romano y un constantinopolitano”, un tratado en el que critica las costumbres griegas; y redactando una bula de excomunión contra Cerulario, tras lo cual abandonó inmediatamente la ciudad. La reacción inmediata, el 24 de julio de 1054, fue la contraexcomunión del cardenal y su séquito. Se llega de esta forma a la ruptura y a partir de ese instante ya nunca más se mencionó el nombre del papa en la liturgia bizantina, y permanecieron cerradas en Constantinopla las iglesias para los latinos.
Por su parte, la Iglesia de Occidente pasó a no reconocer el IV Concilio de Constantinopla, con lo que el Credo niceno-constantinopolitano pasó a incluir el Filioque.
León IX falleció el 19 de abril de 1054, y su cuerpo reposa en la basílica de San Pedro.